# Осечани
Осечани (пол. Osieczany) — село в Польщі, у гміні Мислениці Мисленицького повіту Малопольського воєводства.
Населення — 1731 особа (2011).
У 1975-1998 роках село належало до Краківського воєводства.

## Демографія
Демографічна структура станом на 31 березня 2011 року:
|          | Загалом | Допрацездатний вік | Працездатний вік | Постпрацездатний вік |
| -------- | ------- | ------------------ | ---------------- | -------------------- |
| Чоловіки | 863     | 218                | 575              | 70                   |
| Жінки    | 868     | 176                | 562              | 130                  |
| Разом    | 1731    | 394                | 1137             | 200                  |